# کریستین لوچتی
کریستین لوچتی (انگلیسی: Cristian Lucchetti؛ زادهٔ ۲۶ ژوئن ۱۹۷۸) بازیکن فوتبال اهل آرژانتین است.
از باشگاه‌هایی که در آن بازی کرده‌است می‌توان به باشگاه فوتبال بانفیلد، باشگاه فوتبال راسینگ کلوب آویاندا، و باشگاه فوتبال بوکا جونیورز اشاره کرد.